# Kalanus
Kalanus (Calanus finmarchicus) – gatunek widłonoga z rodziny Calanidae, zamieszkującego wody wszystkich oceanów, oprócz wód arktycznych. Długość ciała samców dochodzi do 4 mm, a samic do 5,5 mm. Na odwłoku nie ma odnóży, pancerz jest przezroczysty, pokryty nielicznymi szkarłatnymi plamkami.
Rozmnażanie odbywa się na drodze płciowej. Od złożenia jaj do wylęgnięcia się larwy przy temperaturze 20 °C może minąć do 20 godzin, a przy temperaturze 60 °C – 60 godzin. Larwa przechodzi 11 stadiów rozwojowych, dlatego osiągnięcie przez nią postaci dojrzałej może trwać nawet rok.
Ciekawym zjawiskiem jest pionowa wędrówka tego skorupiaka. W zimie zamieszkuje on głębokie wody, a od stycznia zaczyna podnosić się bliżej powierzchni. W lecie w godzinach porannych zanurza się w głębiny, a o zmierzchu ponownie wypływa bliżej powierzchni. 
Kalanus stanowi podstawowe pożywienie wielu gatunków ryb, zwłaszcza śledzi.